# Melica bulbosa
Melica bulbosa är en gräsart som beskrevs av Thomas Conrad Porter och John Merle Coulter. Melica bulbosa ingår i släktet slokar, och familjen gräs. Inga underarter finns listade i Catalogue of Life.

## Bildgalleri

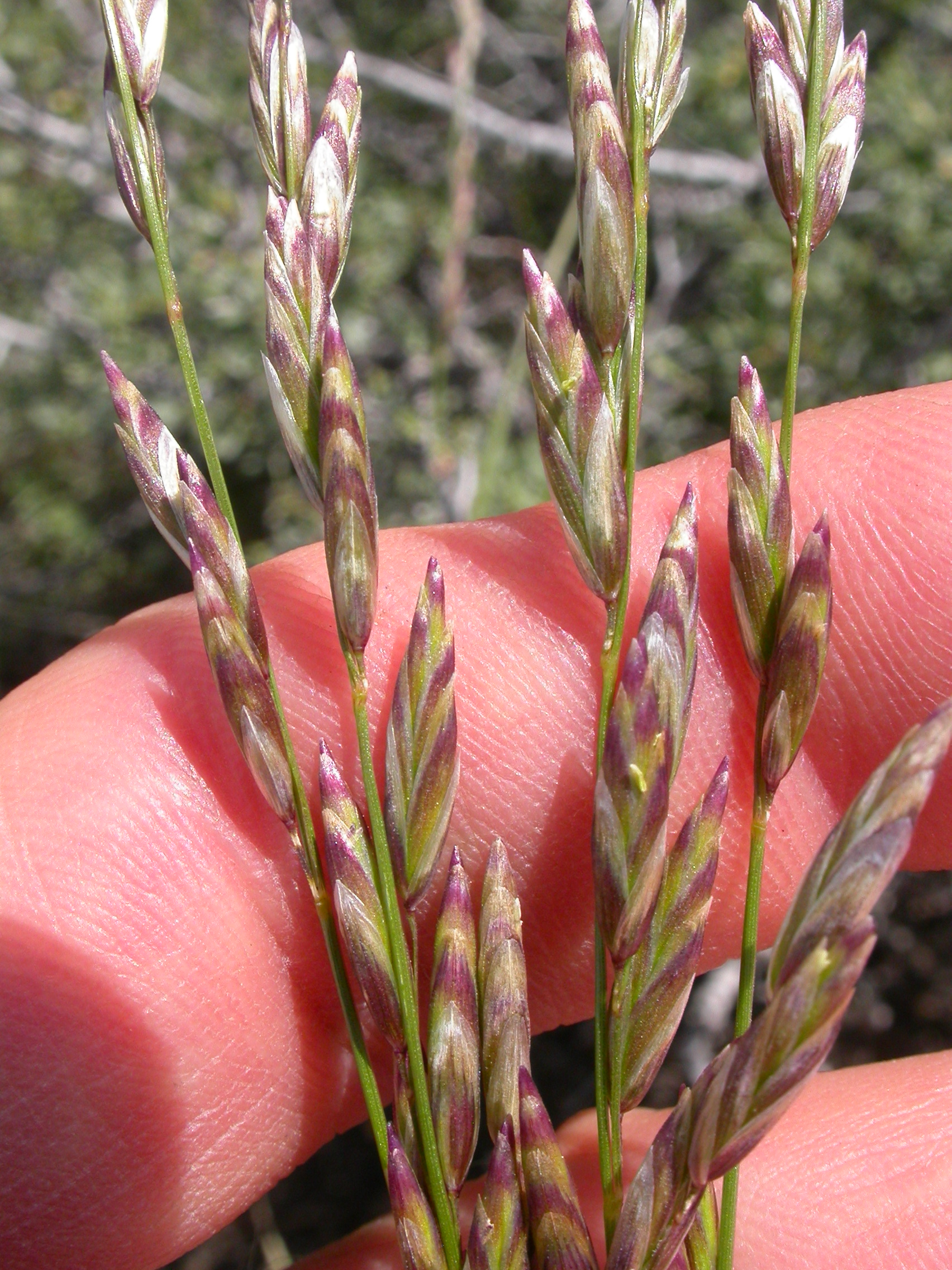
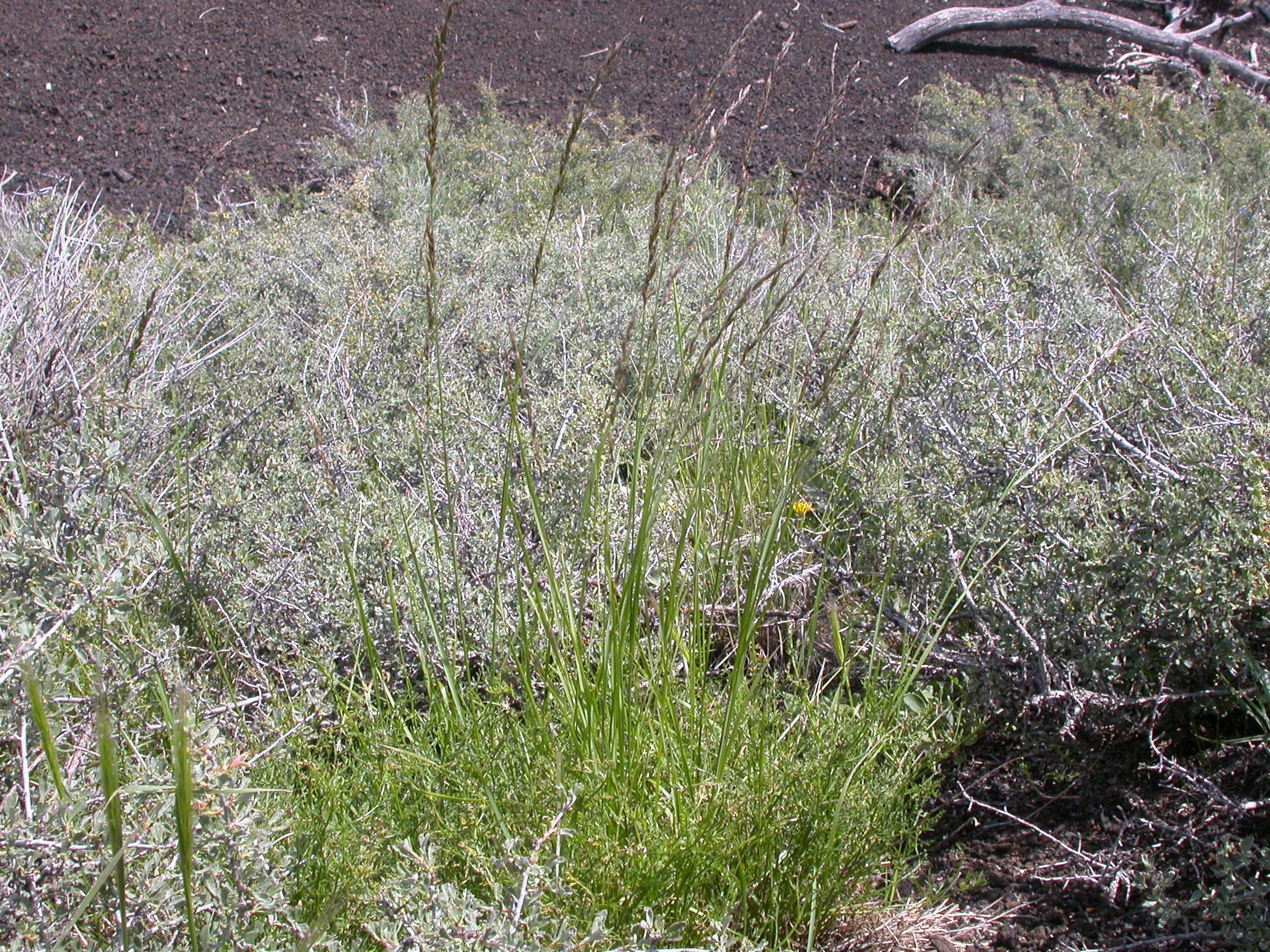